# История Питкэрна
История островов Питкэрн начинается с колонизации островов полинезийцами в XI веке. Полинезийцы основали культуру, которая процветала четыре века, а затем исчезла. Питкэрн был вновь заселён в 1790 году группой британских мятежников с судна «Баунти» и таитянами.

## Питкэрн до «Баунти»
Когда беглецы с «Баунти» добрались до Питкэрна, он был не заселён, однако остатки ранней полинезийской культуры сохранились. В частности, английские моряки обнаружили там культовые платформы, петроглифы и каменные орудия. Археологи считают, что полинезийцы жили на острове с XI по XV века и торговали с островом Мангарева, обменивая еду на высококачественную породу свиней, раковины чёрной жемчужницы и вулканическое стекло. Помимо этого, с Мангаревы на остров периодически приплывали новые поселенцы. 
Новозеландский археолог Те Ранги Хироа считал наскальную живопись Питкэрна практически идентичной той, что встречалась на Мангареве, во второй половине XIX века потомками беглецов с «Баунти» на острове было обнаружено древнее захоронение, совершённое по обряду, который практиковавался у мангареванцев. 
Точно неизвестно[уточнить], почему полинезийская культура исчезла на Питкэрне. Возможно, это связано с обезлесиванием Мангаревы и последующим исчезновением местной культуры.
Когда остров был открыт в 1606 году состоящим на службе у Испании португальским исследователем Педро Фернандесом Киросом, он не был заселён. Острова были заново открыты британцами 3 июля 1767 года в путешествии, которое вёл Филипп Картерет. Острова были названы в честь Роберта Питкэрна, члена команды, который первым увидел их.

## Мятеж на Баунти и заселение Питкэрна
15 января 1790 года мятежники с «Баунти» и их таитянские соратники добрались до острова. Группа состояла из Кристиана Флетчера и восьми других мятежников. Это были: гардемарин Эдвард (Нед) Янг, младший канонир Джон Миллз, младший садовник Уильям Браун, кузнец Джон Уильямс, матросы Джон Адамс, Мэтью Кинтал, Уильям Маккой и Айзек Мартин. С ними также было шесть полинезийцев и двенадцать таитянок, а также таитянская малышка Салли. Они забрали всё с судна, а затем сожгли его, чтобы скрыть следы.
Хотя островитяне научились выживать благодаря земледелию и рыболовству, насилие и болезни создавали много проблем. Насилие было вызвано тем, что мужчин было больше, чем женщин, и последние распределены были между поселенцами неравномерно; в частности, на шесть таитян их приходилось всего три. Вдобавок к тому, в конце 1790 года две женщины умерли, тем самым усугубив положение мужчин. Оставшиеся вдовцами Джон Адамс и Джон Уильямс фактически отобрали у островитян двух жён, заставив их довольствоваться всего одной, а остальным разрешив посещать своих бывших супругов не чаще, чем раз в месяц. Другой проблемой было то, что в то время, как земля была поделена между семьями, полинезийцам не были выделены земельные наделы, и они использовались в качестве рабов. После того как двое таитян бежали в горы, на них устроена была настоящая охота, и двое из них были вскоре убиты.
Спустя несколько лет на острове произошло восстание оставшихся таитян-мужчин, в результате которого погибла половина белых моряков, в том числе  Кристиан Флетчер. В живых остались моряки Джон Адамс, Вильям Маккой, Эдвард Янг и Мэттью Кинтал. Маккой и Кинтал научились гнать самогон и устраивали пьяные дебоши. В итоге в 1799 году Адамс и Янг убили Кинтала, который приставал к их таитянским жёнам и угрожал убить их детей, а Маккой утонул сам. В 1800 году Янг умер от астмы, но успел научить читать и писать неграмотного Адамса, который стал единственным оставшимся в живых на острове взрослым мужчиной. В 1808 году остров посетил корабль под командованием капитана Фолджера, согласно отчёту которого «…Примерно через шесть лет после того, как они высадились здесь, их слуги напали на них и убили всех англичан, кроме рассказчика (Алека Смита — прим.), и он был тяжело ранен. В ту же ночь таитянские вдовы восстали и убили всех своих земляков…».

## XIX век

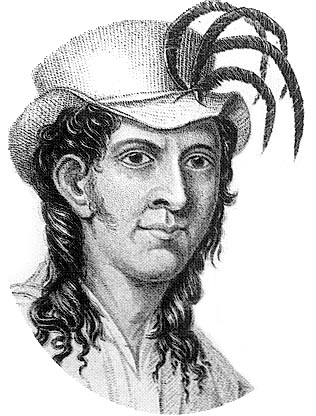
Четверг Октябрь Кристиан

В 1808 году на острове насчитывалось 8 женщин, 1 мужчина (Джон Адамс, он же Алек Смит), 25 детей, в том числе 24 ребёнка смешанного происхождения и 1 девушка — чистокровная таитянка. Адамс управлял общиной до своей смерти в 1829 году. После этого во главе общины стал Четверг Октябрь Кристиан, старший сын руководителя мятежа Кристиана Флетчера.
Женщины начинали рожать очень рано, как в браках, так и внебрачно, и население острова быстро росло.
В 1823 году к колонии присоединились Джон Баффет и Джон Эванс, которые женились на местных девушках. В 1828 году на острове поселился Джордж Ноббс, который стал пастором.
В 1831 году британские власти приняли решение переселить питкэрнцев на Таити, там в течение двух месяцев 12 человек умерли от болезней, а 65 островитян вернулись обратно.
В 1832 году на остров прибыл пуританин Джошуа Хилл. Он выдал себя за представителя английских властей и фактически установил диктатуру, а также запретил гнать спиртной напиток. В 1838 году обман раскрылся и Хилл был изгнан с острова, а новым лидером стал Джон Ханн Ноббс.
В 1838 году остров был официально объявлен британской колонией. На нём было введено демократическое управление путём выборов в магистрат. Голосовать могли все мужчины и женщины, родившиеся на острове или проведшие на нём более 5 лет. Таким образом, Питкэрн стал первой территорией в составе Британской империи, где было введено избирательное право для женщин.
В 1856 году всё население острова площадью в 4,6 км², страдавшего к тому времени от перенаселения из-за высокой рождаемости, переселилось на необитаемый остров Норфолк, однако через некоторое время часть жителей вернулась обратно. В настоящее время на Норфолке живёт гораздо больше потомков моряков «Баунти» (около 1000 человек), чем на Питкэрне.
С 1870 года островом в течение 37 лет управлял Джеймс Маккой, который родился на Питкэрне, но провёл некоторое время в Англии. Его переизбирали 22 раза подряд.
В 1886 году на остров прибыл адвентистский миссионер Джон Тау, а в 1890 году всё население Питкэрна перешло из англиканства в адвентизм.

## XX и XXI века
В 1904 году на острове было введено налогообложение. С открытием Панамского канала в 1914 году остров регулярно посещают корабли, так как Питкэрн оказался на прямом пути от канала к Новой Зеландии.
Пик численности населения в 233 человека был достигнут в 1937 году, после чего население сокращалось из-за эмиграции в Новую Зеландию (вплоть до 50-60 человек в настоящее время).
В XX веке большинство руководителей магистрата происходило из семей Кристианов и Янгов (потомков мятежников с «Баунти»). В 1999 году эта должность была заменена должностью мэра.
В 2004 году шесть жителей острова (включая мэра Стива Кристиана) были приговорены к различным срокам заключения за сексуальные связи с несовершеннолетними девочками (что было традицией на острове). Ещё восемь человек были осуждены условно.
В 2009 году Саймон Янг стал первым кандидатом, не родившимся на Питкэрне, который был избран заместителем мэра.